# Bagoboskuggsnappare
Bagoboskuggsnappare (Leonardina woodi) är en tätting i familjen flugsnappare.

## Utseende och läte
Bagoboskuggsnappare är en medelstor tätting med kraftig mörk näbb, långa ben och stora fötter. Ovansidan är rostbrun, medan den undertill är vit på strupen och roströd från nedre delen av buken till stjärtroten. Lätet består av mycket ljusa visslingar och vissa hårda raspiga toner.

## Utbredning och systematik
Bagoboskuggsnappare förekommer i enbart i bergstrakter på ön Mindanao i södra Filippinerna. Den placeras som ensam art i släktet Leonardina. Fram tills nyligen betraktades den helt okontroversiellt tillhöra timaliorna (då med det svenska namnet mindanaotrasttimalia), men DNA-studier visar förvånande nog att den är en flugsnappare, närmast släkt med större kortvinge (Heinrichia calligyna) och arterna i Vauriella. Vissa behåller den dock fortfarande bland timaliorna.

## Levnadssätt
Bagoboskuggsnappare är en sällan sedd marklevande fågel som hittas i bergsskogar. 

## Status
Arten har ett litet utbredningsområde, men beståndet verkar vara stabilt. IUCN kategoriserar arten som livskraftig.

## Namn
Bagobo är ett folkslag och ett språk förekommande på Mindanao. Fågelns både vetenskapliga artnamn och släktesnamn hedrar Leonard Wood (1860-1927), generalmajor i US Army och generalguvernör i Filippinerna 1906-1908.